# Borówek (województwo lubelskie)
Borówek – wieś w Polsce położona w województwie lubelskim, w powiecie krasnostawskim, w gminie Żółkiewka.
Wieś stanowi sołectwo gminy Żółkiewka. Według Narodowego Spisu Powszechnego (III 2011 r.) wieś liczyła 122 mieszkańców.
Przez miejscowość przebiega droga wojewódzka nr 842.
Przez miejscowość przepływa rzeka Żółkiewka, zaś sama miejscowość położona jest nad łąkami. Jeszcze niedawno funkcjonował tam skup buraków cukrowych. Obecnie we wsi uprawiana jest głównie pszenica i rzepak. Na terenie miejscowości znajduje się także cmentarz parafialny. Do Żółkiewki jest 7 km, a do Krasnegostawu 21 km.
W czerwcu 1946 roku we wsi Borówek odbyło się pierwsze powojenne zgromadzenie Świadków Jehowy z udziałem 1500 osób. Chrzest odbył się w sąsiedniej wsi Poperczyn, w rzece Żółkiewce. Przyjęło go 260 osób.
W latach 1954–1959 wieś należała do gromady Olchowiec, po jej zniesieniu należała i była siedzibą władz gromady Borówek. W latach 1975–1998 miejscowość administracyjnie należała do województwa zamojskiego.